# Zhaoxian (köpinghuvudort i Kina, Shaanxi, lat 34,75, long 107,62)
Zhaoxian är en köpinghuvudort i Kina. Den ligger i provinsen Shaanxi, i den nordvästra delen av landet, omkring 130 kilometer nordväst om provinshuvudstaden Xi'an. Antalet invånare är 9 672. Befolkningen består av 4 647 kvinnor och 5 025 män. Barn under 15 år utgör 13,0 %, vuxna 15-64 år 78 %, och äldre över 65 år 7,0 %.
Runt Zhaoxian är det tätbefolkat, med 550 invånare per kvadratkilometer. Zhaoxian är det största samhället i trakten. Trakten runt Zhaoxian består till största delen av jordbruksmark.
Genomsnittlig årsnederbörd är 677 millimeter. Den regnigaste månaden är september, med i genomsnitt 172 mm nederbörd, och den torraste är december, med 1 mm nederbörd.